# Список полных кавалеров ордена Трудовой Славы/Ш
В настоящем списке представлены в алфавитном порядке полные кавалеры ордена Трудовой Славы, чьи фамилии начинаются с буквы «Ш». Список содержит информацию о датах Указов о присвоении звания, профессии награждённых, дате рождения и дате смерти. В настоящее время список не является завершённым и нуждается в дополнениях и уточнениях.
| №  | Фамилия, имя, отчество          | Даты жизни              | Профессия | Дата Указа и номер ордена                                                  | ГС        |
| -- | ------------------------------- | ----------------------- | --- | -------------------------------------------------------------------------- | --------- |
| 1  | Шадрин, Валентин Константинович | род. 1940               | Мастер по капитальному ремонту скважин Нефтеюганского управления по повышению нефтеотдачи пластов и капитальному ремонту скважин производственного объединения Юганскнефтегаз Министерства нефтяной промышленности СССР, Ханты-Мансийский автономный округ | 3 ст. 21.07.1975 № 148826 2 ст. 02.03.1981 № 11804 1 ст. 29.04.1986 № 222  |           |
| 2  | Шайдт, Фёдор Петрович           | 08.07.1929 — 28.09.2015 | Рыбак Александровского рыбокомбината Министерства рыбного хозяйства РСФСР, Томская область | 3 ст. 04.05.1975 № 62666 2 ст. 15.04.1982 № 8137 1 ст. 19.08.1988 № 640    | [ ГС 1 ]  |
| 3  | Шакуров, Анас Харисович         | 31.08.1941 — 01.12.1989 | Бригадир слесарей-монтажников специализированного управления № 5 треста «Востокмонтажгаз» Министерства строительства предприятий нефтяной и газовой промышленности СССР, Татарская АССР                                                                    | 3 ст. 11.12.1974 № 398 2 ст. 17.03.1978 № 3130 1 ст. 07.01.1983 № 33       | [ ГС 2 ]  |
| 4  | Шалгин, Николай Александрович   | род. 1942               | Волочильщик Череповецкого сталепрокатного завода Министерства чёрной металлургии СССР, Вологодская область | 3 ст. 21.04.1975 № 87631 2 ст. 02.03.1981 № 12348 1 ст. 29.04.1986 № 225   | [ ГС 3 ]  |
| 5  | Шалыев, Атабаллы Бапбаевич      | род. 1945               | Буровой мастер Южно-Туркменского управления разведочного бурения производственного объединения «Туркменюжбургаз» Министерства газовой промышленности СССР, Марыйская область                                                                               | 3 ст. 22.04.1975 № 127111 2 ст. 16.05.1980 № 3873 1 ст. 15.05.1985 № 136   | [ ГС 4 ]  |
| 6  | Шамаров, Зекарья Кошерович      | 28.11.1930 — 18.06.2012 | Чабан совхоза «Червлённые Буруны» Ногайского района Дагестанской АССР | 3 ст. 14.02.1975 № 20207 2 ст. 23.12.1976 № 81 1 ст. 29.08.1986 № 541      | [ ГС 5 ]  |
| 7  | Шамсиева, Хамида                | род. 1933               | Прядильщица производственного объединения «Дутси» Министерства бытового обслуживания населения Таджикской ССР, Ленинабадская область | 3 ст. 21.04.1975 № 128813 2 ст. 13.04.1981 № 18645 1 ст. 04.08.1986 № 486  |           |
| 8  | Шанявский, Антон Тихонович      | 13.11.1944 — 03.08.2021 | Бригадир выдувальщиков Ленинградского объединения электронного приборостроения «Светлана» Министерства электронной промышленности СССР | 3 ст. 10.04.1978 № 282186 2 ст. 23.04.1986 № 26215 1 ст. 15.1.1989 № 675   | [ ГС 6 ]  |
| 9  | Шаповалов, Григорий Иванович    | род. 1942               | Бригадир формовщиков Сумского машиностроительного научно-производственного объединения имени М. В. Фрунзе Министерства химического и нефтяного машиностроения СССР                                                                                         | 3 ст. 22.04.1975 № 47150 2 ст. 11.03.1981 № 16063 1 ст. 10.12.1985 № 182   |           |
| 10 | Шаров, Алексей Алексеевич       | род. 1946               | Бригадир монтажников Череповецкого специализированного строительно-монтажного управления № 1 треста «Центрдомнаремонт» Министерства чёрной металлургии СССР, Вологодская область                                                                           | 3 ст. 05.03.1976 № 302708 2 ст. 02.03.1981 № 12346 1 ст. 07.05.1985 № 128  |           |
| 11 | Шатунов, Михаил Семёнович       | 25.02.1930 — 19.10.2012 | Бригадир вышкомонтажников Ижевского управления буровых работ производственного объединения «Удмуртнефть» Министерства нефтяной промышленности СССР, Удмуртская АССР                                                                                        | 3 ст. 11.03.1976 № 234504 2 ст. 02.03.1981 № 100811 1 ст. 09.04.1985 № 114 | [ ГС 7 ]  |
| 12 | Шевелёв, Александр Андреевич    | 08.01.1934 — 11.11.2004 | Буровой мастер Правдинской геологоразведочной экспедиции Глватюменьгеологии Министерства геологии РСФСР, Ханты-Мансийский автономный округ | 3 ст. 22.04.1975 № 70871 2 ст. 10.03.1981 № 11802 1 ст. 29.04.1986 № 233   | [ ГС 8 ]  |
| 13 | Шевцова, Римма Михайловна       | род. 10.10.1937         | Заведующая молочно-товарной фермой колхоза имени Ленина Брянского района Брянской области | 3 ст. 14.02.1975 № 23869 2 ст. 13.03.1981 № 5827 1 ст. 29.08.1986 № 556    | [ ГС 9 ]  |
| 14 | Шевченко, Валентина Ивановна    | род. 29.09.1941         | Животновод колхоза «Прогресс» Приазовского района Запорожской области | 3 ст. 10.03.1976 № 181036 2 ст. 06.03.1981 № 16253 1 ст. 17.08.1988 № 625  | [ ГС 10 ] |
| 15 | Шевченко, Евдокия Кирилловна    | род. 01.07.1940         | Оператор машинного доения колхоза «Заря» Бородянского района Киевской области | 3 ст. 16.12.1980 № 450279 2 ст. 05.12.1985 № 25382 1 ст. 08.08.1991 № 930  | [ ГС 11 ] |
| 16 | Шевчук, София Владимировна      | род. 01.11.1947         | Звеньевая колхоза имени Ивана Франко Млиновского района Ровенской области | 3 ст. 14.02.1975 № 10893 2 ст. 24.12.1976 № 2341 1 ст. 07.01.1983 № 34     | [ ГС 12 ] |
| 17 | Шек, Арина                      | род. 1944               | Волочильщица Узбекского комбината тугоплавких и жаропрочных материалов Министерства цветной металлургии СССР, гор. Чирчик Ташкентской области | 3 ст. 10.03.1976 № 189611 2 ст. 02.03.1981 № 4460 1 ст. 29.04.1986 № 246   | [ ГС 13 ] |
| 18 | Шерсткова, Валентина Яковлевна  | род. 09.05.1938         | Машинист крана Нижнетагильского металлургического комбината имени В. И. Ленина Министерства металлургии СССР, Свердловская область | 3 ст. 21.04.1975 № 63932 2 ст. 02.03.1981 № 5957 1 ст. 25.06.1990 № 724    | [ ГС 14 ] |
| 19 | Шибаева, Александр Илларионовна | 18.04.1928 — 07.03.2000 | Мастер машинного доения колхоза «Заря» Палехского района Ивановской области | 3 ст. 14.02.1975 № 19298 2 ст. 23.12.1976 № 1549 1 ст. 21.12.1983 № 59     |           |
| 20 | Шипилова, Любовь Алексеевна     | 26.04.1948 — 18.12.2008 | Растениевод колхоза имени Калинина Успенского района Краснодарского края | 3 ст. 23.12.1976 № 226963 2 ст. 12.03.1982 № 7407 1 ст. 03.09.1990 № 802   | [ ГС 15 ] |
| 21 | Шириязданов, Равиль Закиевич    | род. 25.09.1945         | Бригадир комплексной бригады строительного управления № 93 треста № 39 Ленинградского строительного комитета | 3 ст. 04.03.1976 № 283219 2 ст. 19.03.1981 № 9019 1 ст. 27.12.1990 № 860   |           |
| 22 | Ширяев, Константин Васильевич   | род. 14.12.1927         | Бригадир вальцовщиков Ленинградского производственного объединения «Красный выборжец» Министерства цветной металлургии СССР | 3 ст. 21.04.1975 № 78674 2 ст. 25.09.1979 № 3675 1 ст. 29.04.1986 № 241    | [ ГС 16 ] |
| 23 | Шиян, Вячеслав Павлович         | 28.03.1938 — 09.04.2024 | Старший мастер участка Тульского государственного научно-исследовательского института точного машиностроения Министерства машиностроения СССР | 3 ст. 25.04.1975 № 95393 2 ст. 17.10.1980 № 4989 1 ст. 19.10.1989 № 694    | [ ГС 17 ] |
| 24 | Шкарубо, Иван Иванович          | род. 1937               | Токарь Гомельского завода сельскохозяйственного машиностроения имени 60-летия СССР «Гомсельмаш» производственного объединения «Гомсельмаш» Министерства машиностроения для животноводства и кормопроизводства СССР                                         | 3 ст. 22.04.1975 № 139823 2 ст. 10.03.1981 № 17220 1 ст. 10.06.1986 № 361  | [ ГС 18 ] |
| 25 | Школа, Вера Васильевна          | 1939—2010               | Доярка совхоза «Сеймчан» Среднеканского района Магаданской области | 3 ст. 14.02.1975 № 18692 2 ст. 23.12.1976 № 143 1 ст. 05.12.1985 № 166     | [ ГС 19 ] |
| 26 | Школьник, Борис Васильевич      | род. 11.10.1939         | Звеньевой комплексной бригады Одесского станкостроительного производственного объединения Министерства станкостроительной и инструментальной промышленности СССР                                                                                           | 3 ст. 17.03.1978 № 401203 2 ст. 31.01.1985 № 24613 1 ст. 27.12.1990 № 862  |           |
| 27 | Шкуренко, Анна Ивановна         | род. 17.02.1936         | Колхозница, Черниговская область | 3 ст. 14.02.1975 № 16953 2 ст. 24.12.1976 № 1954 1 ст. 17.08.1988 № 626    |           |
| 28 | Шлеенков, Валентин Алексеевич   | 1935 — 23.06.2003       | Рабочий предприятия Министерства общего машиностроения СССР, гор. Воронеж | 3 ст. 25.04.1975 № 89383 2 ст. 10.03.1981 № 12400 1 ст. 07.08.1986 № 522   |           |
| 29 | Шлопак, Анатолий Пантелеевич    | род. 1935               | Оптик-механик конструкторского бюро точного электронного машиностроения научно-производственного объединения «Планар» Министерства электронной промышленности СССР, гор. Минск                                                                             | 3 ст. 29.03.1976 № 258841 2 ст. 10.03.1981 № 17452 1 ст. 08.08.1986 № 520  | [ ГС 20 ] |
| 30 | Шмарин, Николай Андреевич       | род. 1940               | Агломератчик цеха спекания Ачинского глинозёмного комбината Министерства металлургии СССР, Красноярский край | 3 ст. 21.04.1975 № 92623 2 ст. 13.12.1982 № 8303 1 ст. 04.05.1990 № 711    | [ ГС 21 ] |
| 31 | Шмидт, Роберт Альвисович        | 04.07.1935 — 22.09.1997 | Горнорабочий очистного забоя добычного участка № 6 шахты «Байдаевская» концерна «Кузнецкуголь» Министерства угольной промышленности СССР, Кемеровская область                                                                                              | 3 ст. 23.05.1975 № 124979 2 ст. 02.03.1981 № 11421 1 ст. 03.04.1990 № 710  | [ ГС 22 ] |
| 32 | Шовчко, Валентина Гавриловна    | род. 03.08.1941         | Бригадир молочной фермы имени 50-летия СССР Чугуевского района Харьковской области | 3 ст. 14.02.1975 № 15599 2 ст. 16.12.1980 № 5027 1 ст. 07.07.1986 № 445    | [ ГС 23 ] |
| 33 | Шолуденко, Василий Афанасьевич  | род. 12.02.1945         | Водитель ватомобиля механизированной колонны № 94 треста «БАМстроймеханизация» Министерства транспортного строительства СССР, Амурская область | 3 ст. 29.08.1975 № 152764 2 ст. 05.02.1981 № 9744 1 ст. 29.04.1985 № 120   |           |
| 34 | Шорин, Анатолий Фёдорович       | 10.07.1941 — 31.01.2008 | Слесарь-инструментальщик завода «Прогресс имени Маршала Советского Союза Д. Ф. Устинова Министерства общего машиностроения СССР, гор. Куйбышев | 3 ст. 15.01.1976 № 151594 2 ст. 26.12.1984 № 34156 1 ст. 30.12.1990 № 859  | [ ГС 24 ] |
| 35 | Шорохов, Виктор Николаевич      | род. 30.10.1949         | Кузнец-наладчик Тульского машиностроительного завода имени В. М. Рябикова Министерства оборонной промышленности СССР | 3 ст. 29.03.1976 № 305200 2 ст. 10.07.1981 № 20686 1 ст. 06.12.1990 № 848  | [ ГС 25 ] |
| 36 | Шпека, Владимир Павлович        | 06.06.1939 — 09.11.2015 | Машинист крана головного ремонтно-восстановительного поезда № 21 треста «Центробамстрой» Министерства транспортного строительства СССР, Амурская область                                                                                                   | 3 ст. 28.03.1978 № 286776 2 ст. 29.04.1985 № 35119 1 ст. 10.08.1990 № 747  | [ ГС 26 ] |
| 37 | Шубина, Галина Ивановна         | 02.04.1933 — 03.08.2016 | Бригадир водителей автомобилей 2-го таксомоторного парка Мостранса Министерства автомобильного транспорта РСФСР, гор. Москва | 3 ст. 04.03.1976 № 171539 2 ст. 16.01.1981 № 19492 1 ст. 14.08.1986 № 529  | [ ГС 27 ] |
| 38 | Шувалова, Таисия Константиновна | род. 10.08.1937         | Оператор по выращиванию телят агрофирмы «Сызранская» Радищевского района Ульяновской области | 3 ст. 14.02.1975 № 22295 2 ст. 23.12.1976 № 656 1 ст. 23.08.1990 № 780     | [ ГС 28 ] |
| 39 | Шульгин, Александр Михайлович   | род. 16.10.1948         | Токарь электровозного депо «Октябрь» Южной железной дороги, гор. Харьков | 3 ст. 21.04.1975 № 34483 2 ст. 02.04.1981 № 15267 1 ст. 17.10.1985 № 159   |           |
| 40 | Шуляр, Адам Васильевич          | 28.12.1936 — 20.02.2000 | Бригадир машинистов электровозов Дальневосточного производственного горнометаллургического объединения имени В. И. Ленина (Дальполиметалл) Министерства цветной металлургии СССР, Приморский край                                                          | 3 ст. 12.08.1974 № 23 2 ст. 17.03.1978 № 3162 1 ст. 14.03.1985 № 110       | [ ГС 29 ] |
| 41 | Шумейко, Александр Григорьевич  | 05.04.1935 — 16.11.2011 | Слесарь-сантехник Дзержинского производственного жилищно-ремонтного треста Министерства жилищно-коммунального хозяйства РСФСР, гор. Волгоград | 3 ст. 12.05.1975 № 95002 2 ст. 15.04.1981 № 5674 1 ст. 14.08.1986 № 507    |           |
| 42 | Шумков, Николай Николаевич      | род. 17.08.1934         | Слесарь-ремонтник производственного объединения «Электроточприбор» Министерства приборостроения, средств автоматизации и систем управления СССР, гор. Омск                                                                                                 | 3 ст. 24.04.1975 № 76626 2 ст. 31.03.1981 № 6337 1 ст. 10.06.1986 № 356    | [ ГС 30 ] |
| 43 | Шурдумова, Лида Муридовна       | 08.03.1941 — 13.11.2009 | Доярка колхоза «Заюково» Баксанского района Кабардино-Балкарской АССР | 3 ст. 14.02.1975 № 19776 2 ст. 23.12.1976 № 616 1 ст. 13.09.1990 № 830     | [ ГС 31 ] |
| 44 | Шутько, Екатерина Матвеевна     | род. 18.09.1937         | Оператор машинного доения колхоза имени Шевченко Лебединского района Сумской области | 3 ст. 24.12.1976 № 175881 2 ст. 14.12.1984 № 24649 1 ст. 08.08.1991 № 924  |           |